# Wings over water
Wings over water is een studioalbum van Stephan Micus. Het album is opgenomen in januari 1981 in de Ibiza Sound Studio en in oktober 1981 keerde hij terug naar de Tonstudio Bauer in Ludwigsburg.

## Musici
- Stephan Micus – zang, akoestische gitaar, sarangi, bloempotten, ney, Beijerse citer en suling

## Muziek
| Nr. | Titel                      | Duur  |
| --- | -------------------------- | ----- |
| 1.  | Wings over water: (part I) | 7:21  |
| 2.  | Wings over water: (Part 2) | 6:04  |
| 3.  | Wings over water: (part 3) | 12:49 |
| 4.  | Wings over water: (part 4) | 1:39  |
| 5.  | Wings over water: (part 5) | 10:40 |
| 6.  | Wings over water: (part 6) | 14:11 |